# 고나가야 지히로
고나가야 지히로(일본어: 古長谷 千博, 2001년 10월 25일~)는 일본의 축구 선수이다.

## 구단 경력
그는 2024년 J2리그의 로아소 구마모토에 입단했다.